# Time in a Bottle
«Time in a Bottle» — сингл американского певца и автора песен Джима Кроче. Кроче написал текст песни «Time in a Bottle» после того, как его жена Ингрид сообщила ему о беременности в декабре 1970 года.
«Time in a Bottle» стал третьим посмертным синглом, достигшим вершины чарта Billboard Hot 100 после синглов «(Sittin’ on) The Dock of the Bay» Отиса Реддинга и «Me and Bobby McGee» Дженис Джоплин. В 1977 году название песни и сингла было взято для сборника песен о любви Джима Кроче.

## Запись и выпуск
В аранжировке используется клавесин, который обнаружил продюсер Томми Уэст в студии сведения и решил использовать для композиции. Он одолжил инструмент и сыграл на нём. Две дорожки с клавесина были отправлены на сведение. В итоге получилось необычное сочетание клавесина с двумя гитарами.
Песня появилась на дебютном альбоме Кроче You Don't Mess Around with Jim, выпущенном на лейбле ABC в 1972 году. Изначально ABC не собирались выпускать песню в виде сингла, но после гибели Кроче в авиакатастрофе в сентябре 1973 года, его песня о желании иметь больше времени получила дополнительный резонанс. Будучи песней с уже выпущенного альбома, «Time in a Bottle» получила большую популярность на радио, создав дополнительный спрос на выпуск сингла. Сингл был выпущен в ноябре 1973 года на 7-дюймовой грампластинке.

## Отзывы
Журнал Cashbox назвал «Time in a Bottle» сладкой нежной балладой, наполненной волшебным вокалом Кроче.

## Список композиций
7" Single (ABC-11405)
| №  | Название               | Длительность |
| -- | ---------------------- | ------------ |
| 1. | «Time in a Bottle»     | 2:24         |
| 2. | «Hard Time Losin' Man» | 2:23         |

## В массовой культуре
- Песня звучала в одном из эпизодов «Маппет-шоу»[5];
- Песня появляется в эпизоде Flame’s End американского приключенческого телесериала «Секретный агент Макгайвер»;
- Песня была исполнена персонажами Зака Галифианакиса и Кен Джонг в фильме «Мальчишник 2: Из Вегаса в Бангкок»[6];
- Песня используется в фильме «Люди Икс: Дни минувшего будущего» в сцене с замедлением времени Ртутью[7];
- Песня использовалась в сцене похорон покойной жены героя Роберта Де Ниро в фильме «Дедушка лёгкого поведения»;
- Песня прозвучала в эпизоде «Ходячий мертвец» телесериала «Последний человек на Земле» во время похорон персонажа по имени Гордон (Уилл Феррелл);
- Песня звучит в 5 серии 1 сезона сериала «Доктор Хэрроу» на яхте главного героя;
- Инструментальная версия звучит в 6 серии 2 сезона сериала «Открытие ведьм».